# Silnice I/11
Die Silnice I/11 (tschechisch für: „Straße I. Klasse 11“) ist eine tschechische Staatsstraße (Straße I. Klasse).

## Verlauf

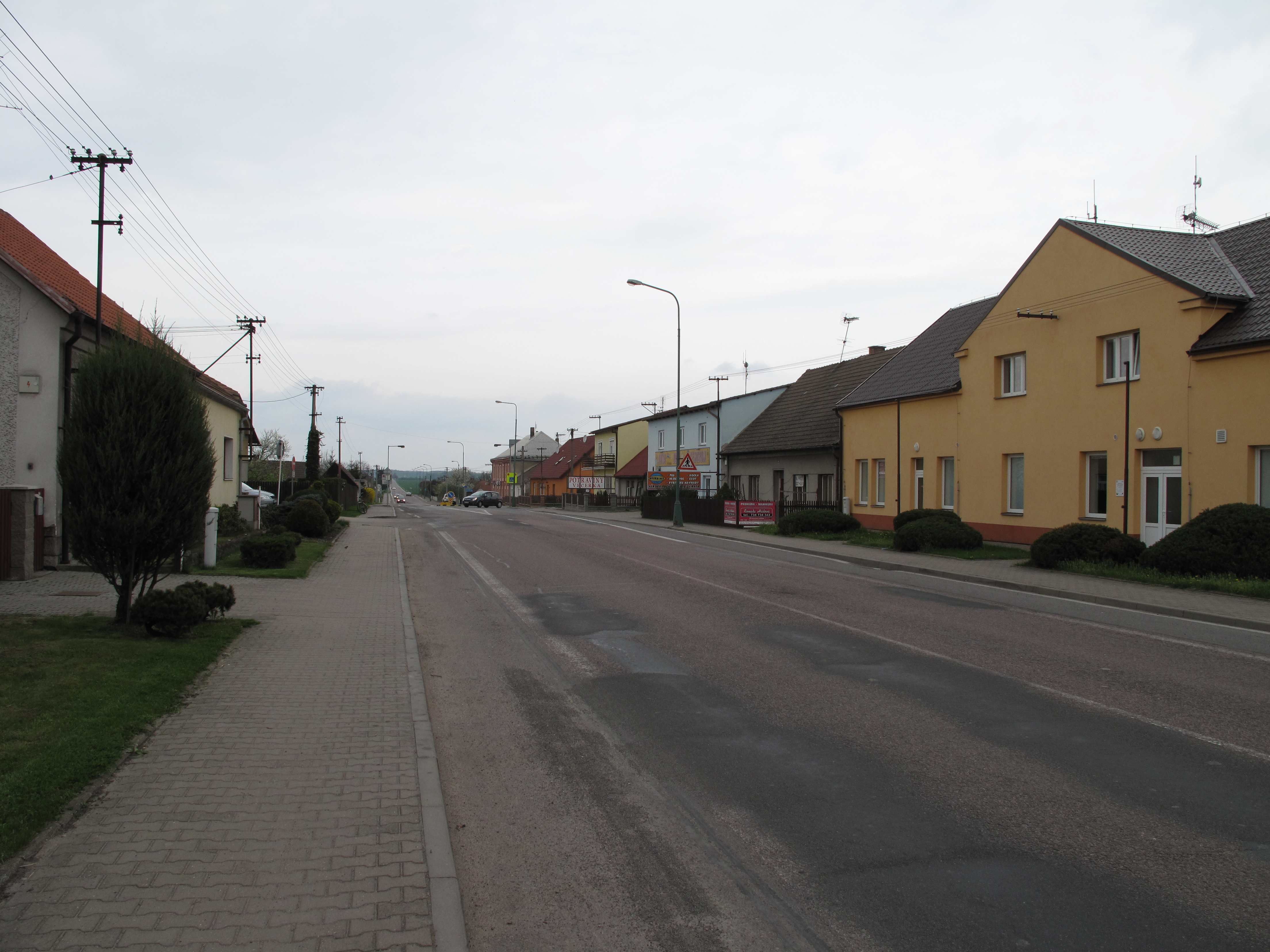
Die Straße in Lovčice

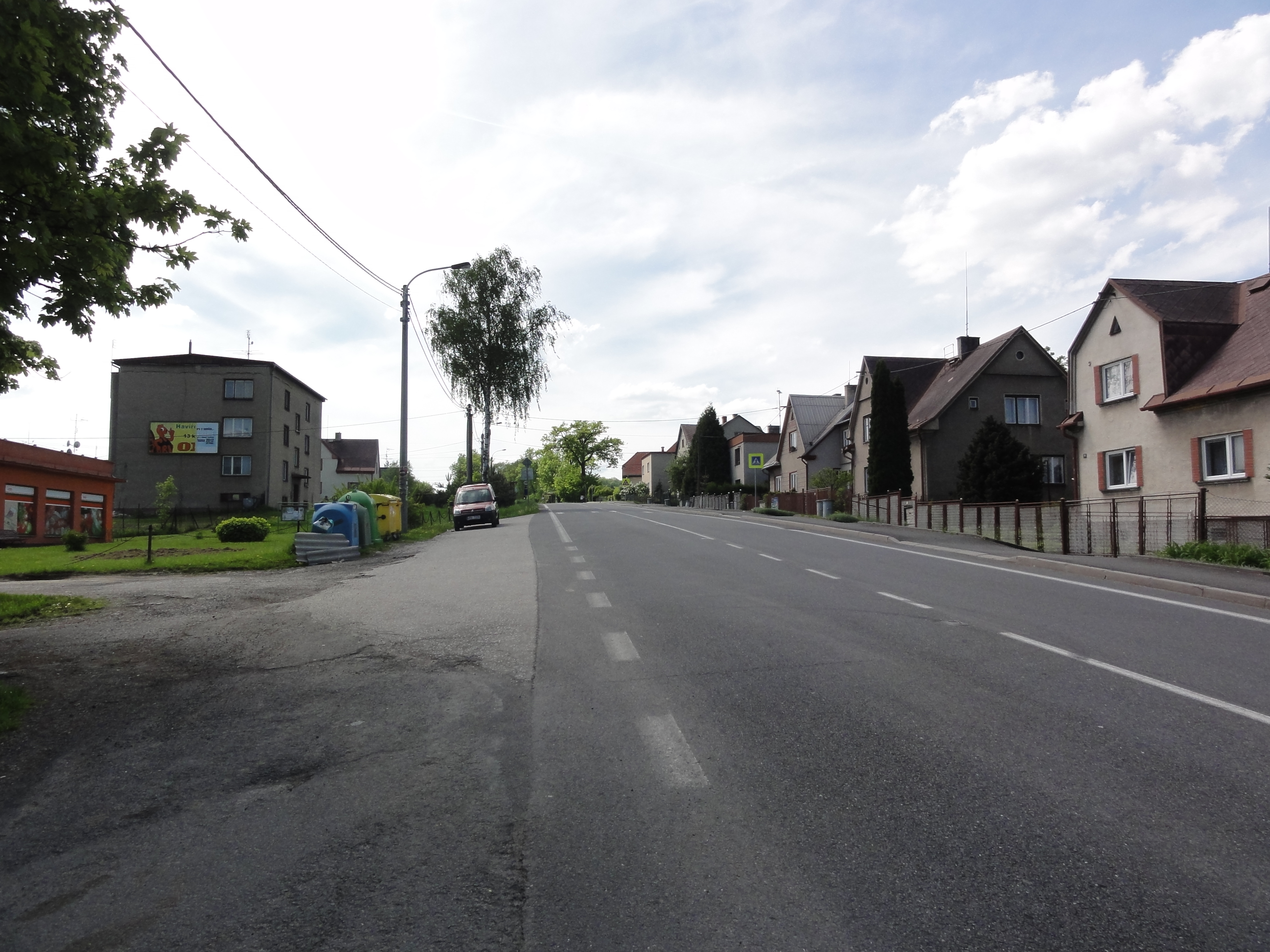
Die Straße in Stanislavice

Die Straße beginnt derzeit in Choťánky (Chotianek) bei Poděbrady (Podiebrad), wo sie von der Silnice I/32 nach Osten abzweigt, verläuft in einigem Abstand parallel zur Autobahn Dálnice 11 (Europastraße 67), durchläuft Chlumec nad Cidlinou (Chlumetz an der Cidlina) und Nové Město nad Cidlinou (Neustadtl), wo die Silnice I/36 abzweigt, führt durch Hradec Králové (Königgrätz), wo im Zug des Stadtrings (městský okruh) Silnice I/31 die Elbe gequert und die Silnice I/35 (Europastraße 442) gekreuzt werden, und nimmt bei Čestice u Častolovic (Tschestitz) die Silnice I/36 wieder auf. Sie verläuft weiter über Kostelec nad Orlicí (Adlerkosteletz) und Vamberk (Wamberg), wo sie die Silnice I/14 kreuzt, nach Žamberk (Senftenberg in Böhmen). Von dort aus führt die Straße weiter über Jablonné nad Orlicí (Gabel an der Adler), trifft in Červená Voda (Mährisch Rothwasser) auf die Silnice I/43, verläuft über eine Strecke von acht Kilometer gemeinsam mit der Silnice I/43, trennt sich in Bukovice (Bukowitz) wieder von dieser, trifft in Bludov (Blauda) auf die Silnice I/14, mit der sie die folgenden zehn Kilometer unter anderem durch die Stadt Šumperk (Mährisch Schönberg) gemeinsam hat. In Rapotín (Reitendorf) teilen sich die Straßen wieder; die Silnice I/11 führt durch das Rabenseifener Bergland (Hraběšická vrchovina) und Rýmařov (Römerstadt) nach Bruntál (Freudenthal). Dort kreuzt sie die Silnice I/45. In ihrem weiteren Verlauf in östlicher Richtung berührt sie Horní Benešov (Benisch) und trifft vor Opava (Troppau) auf die Silnice I/57, mit der sie ein kurzes Stück gemeinsam verläuft. In ihrem weiteren Verlauf nach Ostrava (Ostrau) und an dieser Stadt vorbei ist sie teilweise vierstreifig ausgebaut. Bei Ostrava quert sie die Autobahn Dálnice 1 bei deren Anschlussstelle (exit) 354 und die Autobahn Dálnice 56. Die Silnice I/11 führt weiter vierstreifig nach Havířov und von dort aus nach Český Těšín (tschechischer Teil der Doppelstadt Teschen). Nunmehr bildet sie einen Teil der Europastraße 75. Sie umgeht die Stadt Třinec (Trzinietz) und folgt im Wesentlichen dem Lauf der Olsa (Olše) nach Jablunkov (Jablunkau). Von dort aus führt sie nach Süden über den Jablunkapass und die Grenze zur Slowakei. Auf slowakischer Seite setzt sie sich als Cesta I. triedy 11 über Čadca nach Žilina (Sillein) fort.
Die Länge der Straße beträgt rund 354 Kilometer; damit ist sie die längste dieser Klasse in der Tschechischen Republik.

## Geschichte
Von 1940 bis 1945 bildete die Straße im Westen bis Hradec Králové einen Teil der Reichsstraße 325, von Hradec Králové bis Rapotín der Reichsstraße 147, von Rapotín bis Opava der Reichsstraße 351 und von Opava zur slowakischen Grenze der Reichsstraße 145.